# Victor Martin
Pour les articles homonymes, voir Victor Martin (1886-1945) et Martin.

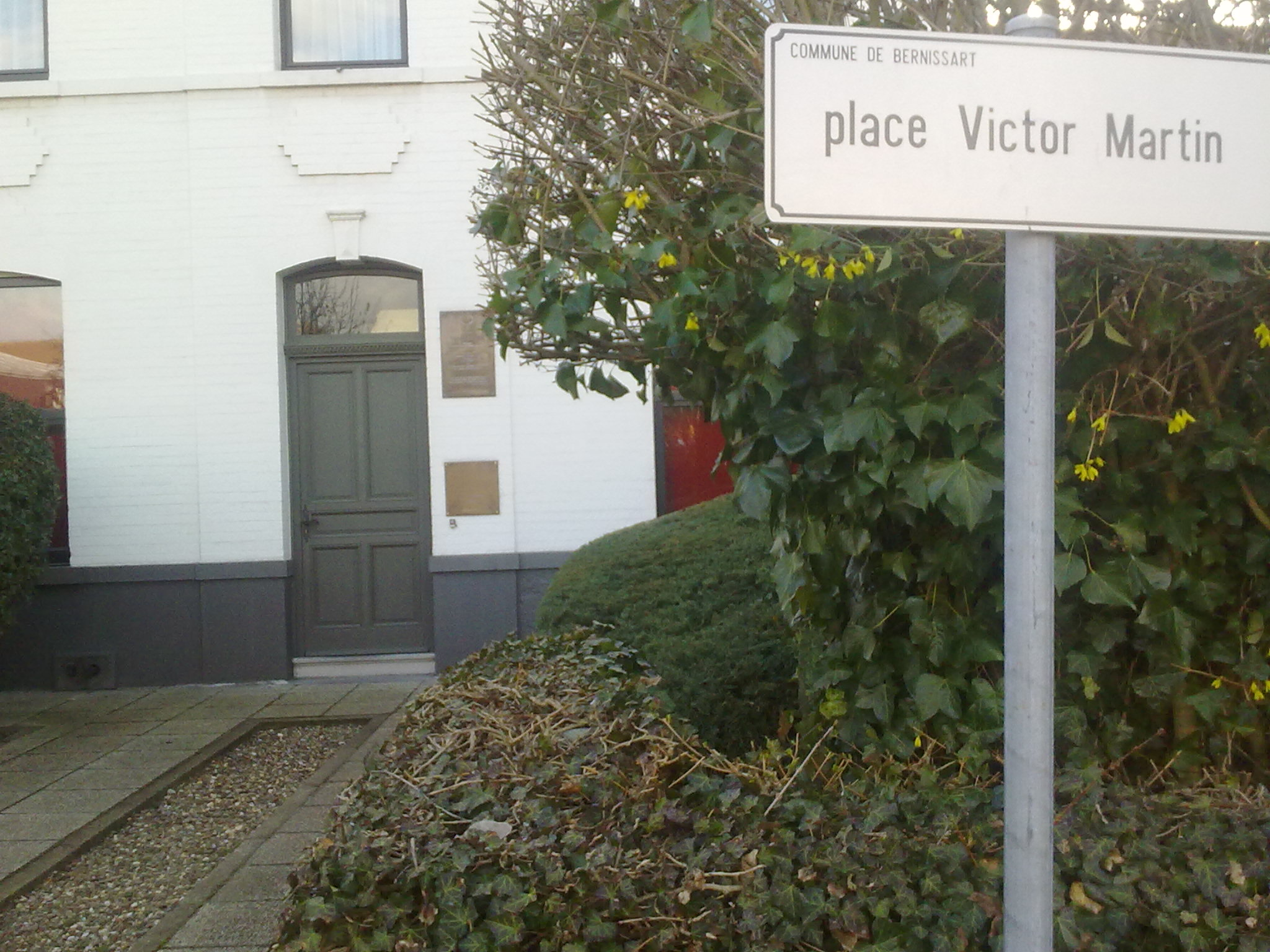
Maison où vécut Victor Martin à Blaton (province de Hainaut).

Victor Martin, né à Blaton (section de la commune de Bernissart.) le 19 janvier 1912, et mort le 30 novembre 1989 à l'âge de 77 ans à Thonon les Bains (Haute-Savoie, France), est un sociologue et un résistant belge diplômé de l'Université catholique de Louvain. Il se distingua durant la Seconde Guerre mondiale en ramenant d'une mission en Pologne occupée, en 1943, les premières informations fiables sur le destin des Juifs déportés en Allemagne et le fonctionnement du camp de concentration d'Auschwitz.

## Biographie

### Son action pendant la Seconde Guerre mondiale
Titulaire d'un doctorat en sciences économiques et sociales portant sur le placement public des travailleurs en Belgique, Victor Martin avait voyagé avant guerre en Suisse, en France, en Roumanie et en Allemagne, et à ce titre disposait d'un réseau de bons contacts dans des universités allemandes. Entré dans la Résistance et conscient que sa très bonne maîtrise de la langue allemande était un atout, il s'était proposé pour une mission secrète en territoire ennemi.
Sa proposition fut retenue, mais sa mission fut autre qu'il ne l'avait imaginée : à la demande du responsable du Comité de défense des Juifs, Hertz Jospa, il fut chargé de se rendre en Haute-Silésie pour enquêter sur le sort des Juifs déportés de Belgique par train. Il prépara un prétendu projet de « psychologie différentielle des classes sociales », qui lui servit de prétexte pour demander des rendez-vous avec le sociologue Leopold von Wiese, à Cologne, et avec un autre confrère à l'université de Breslau (aujourd'hui Wroclaw, en territoire polonais). Ce projet fut avalisé par l'occupant et il obtint ensuite de la police de Cologne de se déplacer entre le 4 et le 20 février 1943 entre Francfort, Berlin et Breslau.
De Breslau, il se rendit sans autorisation par le train à Sosnowitz, où il découvrit l'épouvantable condition des Juifs vivant dans le ghetto. Il y rencontra des Juifs ayant travaillé dans les commandos extérieurs du camp d'Auschwitz, qui lui affirmèrent que les hommes étaient mis au travail dans le camp dans des conditions très dures et que les femmes et les enfants étaient tués et brûlés. Pour vérifier ces informations, Victor Martin se rendit ensuite à Kattowitz, où il rencontra par hasard des ouvriers français de la relève — qui précéda le Service du travail obligatoire (STO) —, employés à la construction de l'usine Buna-Monowitz de la société IG-Farben. Ces derniers lui confirmèrent que les femmes et les enfants étaient tués à leur arrivée, mais ils ignoraient comment.
Victor Martin décida alors de rentrer en Belgique. Mais à Breslau, il fut arrêté dans son hôtel par la Gestapo. Ramené à Katowice il fut d'abord brutalement interrogé par la Gestapo, puis livré à un officier de l'Abwehr, qui conclut à un simple cas d'espionnage industriel et l'envoya, le 1er avril 1943, travailler comme interprète dans un camp pour travailleurs français « récalcitrants » à Radwitz. Le 15 mai, il s'échappa et réussit, avec l'argent de sa première paie, à traverser l'Allemagne en train puis franchit clandestinement la frontière belge par la forêt près de Malmédy.
Une fois à Bruxelles, Victor Martin fit un rapport à ses amis résistants du Front de l'Indépendance qui transmirent le résultat de ses investigations à Londres. Ces mêmes nouvelles, diffusées en Belgique incitèrent des Juifs à faire passer leurs enfants dans la clandestinité et à prendre la fuite.
Victor Martin lui-même passa dans la clandestinité résistante du côté de Charleroi, fut pris par la Gestapo, transféré au camp de Vught en Hollande. Il s'échappa à nouveau et ses compagnons de résistance le mirent à l'abri.

### Après guerre
Après la guerre, Victor Martin travailla avec grand succès en Belgique dans l'Administration du travail et du chômage puis à l'étranger pour le BIT. A la même époque le belge Paul Van Aerschodt, collaborateur de l'occupant Allemand en 40-45 pour envoyer des jeunes au Travail Obligatoire, s'est fait engager sous le nom de Juan Pablo Simons par le même BIT, ignorant tout de son passé et de sa condamnation de 1946 par les tribunaux belges.
Victor Martin, Marié et père de famille, prit sa retraite à Féternes, en Haute-Savoie, à la fin des années 1970. Il mourut dans l'anonymat complet en 1989.

## Documents
- Son action méconnue a été ramenée à la lumière par le livre de Bernard Krouck, Victor Martin, un résistant sorti de l'oubli, Bruxelles, Éditions Les Éperonniers, 1995[6].
- Raul Hilberg, grand historien américain, avait évoqué Victor Martin dans deux notes, dans son ouvrage La destruction des Juifs d'Europe, Paris, Fayard, 1988.
- Un film documentaire de Didier Roten, La mission de Victor Martin (2000), 35 mm, 52 minutes relate ces faits. Le film reconstitue dans l'Europe d'aujourd'hui l'extraordinaire périple de Victor Martin. Les dessins de Bernard Yslaire évoquent pas à pas cette folle mission[7]. Production : La Huit Productions, Les films de la mémoire, TV10 Angers, RTBF Charleroi avec l'aide du CCAV de la CFB et des télédistributeurs wallons ; et le soutien du CNC (France), de la province de Hainaut, et du programme MEDIA de l'UE[8].
- La Mission de Victor Martin.[9]

## Reconnaissances
- À Antheit (Wanze) en province de Liège, une rue porte son nom.
- À Blaton (province de Hainaut), une plaque à sa mémoire a été apposée sur sa maison natale, en 1999 ; la place de la gare a été rebaptisée place Victor Martin et son nom a été ajouté au monument aux morts de Blaton[10].
- Une plaque commémorative est placée sur sa dernière résidence à Féternes[11].

- Son rapport est aujourd'hui conservé à l'Institut Yad Vashem.